# Дункан Айдаго
Дункан Айдаго (англ. Duncan Idaho) — вигаданий персонаж у всесвіту «Дюни», створений Френком Гербертом. Введений у першому романі серії — Дюна 1965 року — цей персонаж став проривним героєм серії, оскільки читачі любили його, він був відроджений Гербертом у романі Месія Дюни 1969 року. Він є єдиним персонажем, який фігурує у всіх шести оригінальних романах Герберта «Дюна».
Айдаго був зображений актором Річардом Джорданом у кіноверсії Девіда Лінча «Дюна» 1984 року. Та Джеймсом Вотсоном у мінісеріалі 2000 року від «Sci Fi Channel», якого згодом замінив Едвард Аттертон у мінісеріалі «Діти Дюни» 2003 року. Джейсоном Момоа зіграв Айдаго у фільмі Дені Вільнева «Дюна» 2021 року.

## Історія

### Дюна
В оригінальному романі Френка Герберта Дюна (1965) Айдаго був "майстром меча" в Ґіназі на службі Дому Атрідів і одним з правих людей герцога Лето (разом з Ґурні Галлеком і Суфіром Хаватом). Коли Атріди зохопили планету Арракіс за наказом падишаха-імператора Шаддама IV, Айдаго став послом Лето до фрименів, людей пустелі Дюни, які, як сподівається Лето, приєднаються до них у майбутній війні проти імператора і Харконненів. Айдаго йде жити до фрименів, служачи і Лето, і Стілґару (вождю фрименів).

## Адаптація
У фільмі 1984 року «Дюна» Дункана грає Річард Джордан. Джеймс Вотсон зобразив цього персонажа у мінісеріалі 2000 року «Дюна». Як і в романі Дюна, Дункан грає лише незначну роль в обох цих екранізаціях. У продовженні, мінісеріалі 2003 року, «Діти Дюни» гґола Дункана (відомого в романах як "Гейт") грає Едвард Аттертон. Еммет Ашер-Перрін з «Tor.com» пише, що Аттертон "грає ментата гґол-реінкарнацію Айдаго з усім чесним стоїцизмом і вразливістю, якими належать цьому персонажу."
Цей персонаж буде зіграний Джейсоном Момоа у фільмі Дені Вільнева «Дюна» 2020 року.